# Tuyết Nham Tổ Khâm
Tuyết Nham Tổ Khâm (zh: 雪巖祖欽, ja: Seggan Sokin, ?-1287) là Thiền sư Trung Quốc, thuộc dòng Hổ Khâu, Dương Kỳ phái, Lâm Tế Tông. Sư là đệ tử của Thiền sư Vô Chuẩn Sư Phạm, dưới sư có nhiều vị đệ tử nối pháp tài ba như các vị: Cật Yêm Tông Hâm, Linh Sơn Đạo Ấn, Vô Cực Trí Nhiên, Thiết Ngưu Trì Địa và Cao Phong Nguyên Diệu...
Đặc biệt, pháp tôn đời thứ hai của sư là Thiền sư Thái Cổ Phổ Ngu và Lãn Ông Huệ Cần (Phổ Ngu và Huệ Cần nối pháp Thạch Ốc Thanh Củng, Thanh Củng nối pháp Cật Yêm Tông Hâm) đã truyền Lâm Tế tông vào Triều Tiên. Tại đây, tông phái này phát triển mạnh và được biết đến với tên gọi chung là Tào Khê tông. 

## Cơ duyên ngộ đạo
Sư họ Tổ, quê ở Vụ Châu (Triết Giang), có thuyết nói là Sư sinh tại Chương Châu (Phúc Kiến). Năm 5 tuổi Sư phát tâm xuất gia và làm thị giả và biết được chuyện của Thiền Tông và chuyên tâm Tọa Thiền.
Năm 16 tuổi, sư đăng đàn thọ Cụ túc và khi đến 18 tuổi thì vân du tham học khắp các chốn thiền lâm. Sư đến tham vấn với Thiền sư Song Lâm Viễn. Tại đây, sư tham cứu chữ Vô (Không) trong công án Tăng hỏi Thiền sư Triệu Châu về phật tính của con chó và có chổ ngộ nhập.

Sau đó, sư đến yết kiến Thiền sư Diệu Phong Chi Thiện tại chùa Linh Ẩn, Hàng Châu và khán câu thoại “Càn Niệu Tiết” rất tinh tấn:
Công án “Càn Niệu Tiết”:
Có người hỏi Thiền sư Vân Môn: "Thế nào là Phật?".

Vân Môn đáp: "Đồ hót phân".
Sau sư dời đến chùa Tịnh Từ và kết bạn, cùng tu học với 7 vị tăng. Tại đây, sư tiếp tục nỗ lực kiên trì tham cứu câu thoại đầu kể trên. 
Về sau, Sư đến pháp hội Kính Sơn của Thiền sư Vô Chuẩn Sư Phạm nhập chúng tham thiền. Khi Vô Chuẩn nêu câu thoại “Chủ nhân ông”, Sư có tỏ ngộ được chút thiền vị, nhưng đến câu “Lỗ mũi nạp Tăng” và “Nanh vuốt Phật Tổ” thì Sư không đáp được. Sư tham cứu nghi tình này suốt mười năm trời nhưng vẫn chưa ngộ được đại ý. Nhân một hôm khi nhìn thấy cây bách cổ thụ ở núi Thiên Mục, sư liền đại ngộ thiền cơ, được Vô Chuẩn ấn chứng.

## Hoằng pháp
Vào tháng 8 năm đầu (1253) niên hiệu Bảo Hựu, sư bắt đầu khai mở đạo tràng thuyết pháp tại chùa Long Hưng, thuộc Đàm Châu, tỉnh Hồ Nam. Rồi sau đó trụ trì qua nhiều ngôi tùng lâm như:
- Chùa Đạo Lâm (zh: 道林寺) ở Tương Tây, tỉnh Hồ Nam.
- Nam Minh Phật Nhật Thiền Tự (zh: 南明佛日禪寺) ở Xử Châu, tỉnh Triết Giang.
- Tiên Cư Hộ Thánh Thiền Tự (zh: 仙居護聖禪寺) ở Đài Châu, tỉnh Triết Giang.
- Quang Hiếu Thiền Tự (zh: 光孝禪寺) ở Hồ Châu, tỉnh Triết Giang.

Cuối cùng, sư đến trụ trì tại Ngưỡng Sơn Thiền Tự (zh: 仰山禪寺) ở Viên Châu, tỉnh Giang Tây. Nguyên Thế Tổ Hốt Tất Liệt vì kính trọng đạo hạnh của sư nên từng ban tử y ca sa cho sư.
Năm 1287, niên hiệu Chí Nguyên, sư thị tịch, hưởng thọ hơn 70 tuổi.
Sư có để lại tác phẩm Tuyết Nham Hòa Thượng Ngữ Lục (zh: 雪巖和尚語錄) gồm 4 quyển.

## Pháp ngữ
Sư dạy chúng: “Thời giờ không đợi người, một chớp mắt đã qua đời khác, lúc thân thể còn tráng kiện sao không dốc chí học hỏi cho thấu nguồn tột đáy. Chúng ta có cái diễm phúc gì mà ngày nay được ở trong Tăng đường ấm cúng, tại pháp hội của Tổ sư, trên ngọn danh sơn Đại trạch Thần long thế giới này. Ăn thì cơm cháo ngon lành, uống thì nước nôi ấm áp. Nếu không dốc chí học hỏi giáo lý cho tận cùng, triệt để, là các ông tự thả trôi đời mình cam chịu trôi lăn, thật là kẻ hạ liệt ngu si! Nếu thật là mờ mịt không biết, sao không thưa hỏi các bậc tiên tri? Phàm những khi có người hỏi đạo, các bậc Trưởng lão chỉ dạy, hoặc nói ngang nói dọc sao không ghi nhớ xét nghĩ rốt ráo thử cái đó là cái gì?“.